# Дубенский маггид
Дубенский маггид (Дубнер магид, настоящее имя Яков Кранц (ивр. יעקב קרנץ, מגיד מדובנא‎); ок. 1740, Житиль, Речь Посполитая — 1804, Замостье, Австрийская империя) — еврейский народный проповедник.
Уже в восемнадцать лет стал проповедником в Межериче; затем занимал ту же должность в Жолкиеве, Дубне (где он прожил 18 лет), Влодаве, Калише и Замостье.
Посетил также Германию, где успешно проповедовал в главнейших общинах. В Берлине он познакомился с М. Мендельсоном, который прозвал его за его необычайное остроумие и любовь к притчам «еврейским Эзопом».
Своей исключительной популярностью Дубенский маггид был обязан не только выдающемуся ораторскому таланту, но также проницательному уму и глубокому, ясному пониманию жизни. В методе построения своих проповедей Дубенский маггид не отступал от обычных традиций духовных проповедников (трудно понимаемый отрывок из Священного Писания или позднейшей еврейской письменности комментируется соответствующими разъяснениями), но у него разъяснения никогда не давались в сухой и абстрактной форме, а обычно иллюстрировались интересными притчами и яркими примерами, взятыми из обыденной жизни. Дубенский маггид мыслил образными аллегориями; наиболее запутанные вопросы умел излагать в ясной, чисто народной форме; сухие, абстрактные изречения преображались у него в красивые аллегории, полные житейской мудрости. Его анекдоты и притчи, направленные против его идейных противников (Дубенский маггид, как приверженец виленского гаона, особенно недолюбливал хасидов), отличаются народным юмором.

## Сочинения
Дубенский маггид пользовался большим авторитетом в раввинской письменности. Своих сочинений при жизни печатать не хотел, и лишь после его смерти они были опубликованы его сыном Исааком и учеником А. Б. Фламом под заглавиями:
- «Охель Яаков» (ивр. אהל יעקב‎) (гомилетическое сочинение, 1830, часто переиздано);
- «Коль Яаков» (ивр. קול יעקב‎) (комментарии к пяти мегиллот, 1819);
- «Кохав ми-Яаков» (ивр. כוכב מיעקב‎) (комментарий к «гафтарот»);
- «Эмет ле-Яаков» (ивр. אמת ליעקב‎) (комментарий к пасхальной агаде, 1836);
- этическое сочинение (без заглавия) в восьми отделах по образцу Ховот ха-Левавот Бахьи ибн-Пакуды — Флам издал (в 1862 г.) под названием «Сефер ха-Мидот» (ивр. ספר המידות‎) с обширным предисловием, в котором имеются биографические данные о Д.

В 1886 году М. Нуссбаум из Пшемысля извлёк из сочинения магидда «Охель Яаков» все притчи и издал их отдельно под заглавием «Мишлей Яаков» (ивр. משלי יעקב‎).
В 1840-х годах Исаак Михал Манис написал специальный труд, посвящённый жизни и деятельности Дубенского маггида, оставшийся в рукописи.